# 치라줄루현

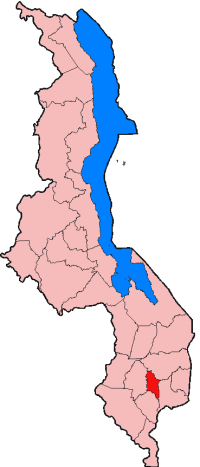
치라줄루 현

치라줄루현(Chiradzulu District)는 말라위 남부 주에 위치한 현으로, 현도는 치라줄루이며 면적은 767km2, 인구는 236,050명이다. 좀바 현과 물란제 현, 티올로 현, 블랜타이어 현과 인접해 있다.